# مارگارت مک‌انتی
مارگارت مک‌انتی (انگلیسی: Margaret McEntee؛ زادهٔ ۱۰ ژوئیهٔ ۱۹۳۵) یک راهبه خواهر روحانی و آموزگار اهل ایالات متحده آمریکا است. وی به ماریتا جیمز هم نامیده می‌شد. وی همچنین به عنوان الهام بخش شخصیت «خواهر جیمز» در جایزه پولیتزر برای نمایش‌نامه و برنده جایزه تونی برای فیلم تردید؛یک تمثیل اثر جان پاتریک شنلی شناخته شده‌است. اقتباس فیلم تردید سال ۲۰۰۸ به او اختصاص یافته‌است.